# آوغست فيلهلم فون هوفمان

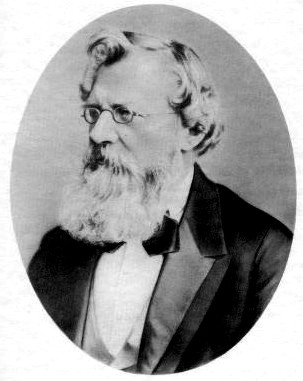
آوغست فيلهلم فون هوفمان

آوغست فيلهلم فون هوفمان (بالألمانية: August Wilhelm von Hofmann) ‏ (8 أبريل 1818 - 5 مايو 1892) هو كيميائي ألماني، درس في جامعة غيسن على يد يوستوس فون ليبيغ ليصبح بعد ذلك أول مدير للكلية الملكية للكيمياء في لندن عام 1845. وفي عام 1865 عاد إلى ألمانيا بمنصب أستاذ وباحث في جامعة هومبولت في برلين، وشارك بتأسيس الجمعية الكيميائية الألمانية.

## اقرأ أيضاً
- جهاز هوفمان لتحليل الماء

## روابط خارجية
- آوغست فيلهلم فون هوفمان على موقع الموسوعة البريطانية (الإنجليزية)
- آوغست فيلهلم فون هوفمان على موقع إن إن دي بي (الإنجليزية)